# Ibrahim ibn Al-Walid
Ibrahim ibn Al-Walid ibn 'Abd Al-Malik Abu Ishak (árabe: ابراهيم ابن الوليد بن عبد الملك ). califa omeya. Su gobierno apenas duró dos meses del año 744: octubre y noviembre. 
Hijo del califa Walid I y de una esclava. Al poco de subir al trono su hermano, Yazid III, fue designado wali. Según el historiador al-Tabari, debido a la presión que sobre el califa ejercieron los Qadariyya, que deseaban un heredero al trono que les fuera favorable. Más tarde, fue nombrado amir (gobernador) del distrito de Urdun con la fin de imponer en él la autoridad omeya.
Tras la muerte de su hermano Yazid III (20 de septiembre o 2 de octubre de 744), Ibrahim tomó el título de califa. Su autoridad sólo fue reconocida en el sur de Siria, pues se sospechaba que estaba detrás del envenenamiento de su hermano. En el norte, la ciudad de Homs, que no lo reconoció, fue asediada. 
El gobernador de Armenia y Azerbaiyán, Marwan ibn Muhammad -también de la familia omeya-, que había planeando una sublevación contra Yadid III con la intención de vengar la muerte del anterior califa, Walid II, finalmente alcanzó un acuerdo con aquel. Yazid le recompensó añadiéndole el gobierno de Yazira. Tras la muerte de Yazid, Marwan de nuevo decidió marchar contra Siria, pero esta vez para derrocar al nuevo califa Ibrahim. En Alepo derrotó a los dos hermanos de Ibrahim y rompió el cerco de Homs. Las nuevas tropas enviadas contra él por Ibrahim sufrieron una gran derrota en la batalla de 'Ayn al-Yarr (18 de noviembre de 744). 
Poco después, en Damasco, se decidió ejecutar a los dos hijos de Walid II, al-Hakam y 'Utman, que eran apoyados en sus derechos al califato por Marwan. Tras estas muertes, la situación cambió radicalmente y el propio Marwan ibn Muhammad pudo proponer su candidatura al trono. Finalmente Ibrahim fue derrocado el (26 de noviembre de 744) por Marwan, que se proclamó como el nuevo califa.
Los autores difieren sobre el comportamiento de Ibrahim tras su derrocamiento. Según al-Ya'kubi, se apresuró a reconocer a Marwan como califa, en el mismo Damasco; para otros, se refugió en Palmira, obteniendo poco después el perdón de Marwan; y según otras versiones, fue ejecutado por Marwan. Otras fuentes escritas afirman que murió en la batalla de Zab (25 de enero de 750), último y trágico episodio de la dinastía omeya. 
| Predecesor: Yazid III | Califa Omeya 744 | Sucesor: Marwan II |

- Datos: Q128416
- Multimedia: Umayyad caliphs / Q128416